# Zinóvkino
Zinóvkino (en rus: Зиновкино) és un poble de l'óblast de Briansk, a Rússia, segons el cens del 2013 tenia 24 habitants. Pertany al districte de Komàritxi.